# Sāthamba
Sāthamba är en ort i Indien.   Den ligger i distriktet Sabar Kāntha och delstaten Gujarat, i den centrala delen av landet, 700 km sydväst om huvudstaden New Delhi. Sāthamba ligger 143 meter över havet och antalet invånare är 100 000.
Terrängen runt Sāthamba är platt. Runt Sāthamba är det tätbefolkat, med 613 invånare per kvadratkilometer. Sāthamba är det största samhället i trakten. Trakten runt Sāthamba består till största delen av jordbruksmark.